# Hillevi Wahl
Hillevi Wahl, född 28 juni 1965 i Sundbyberg, är en svensk författare, krönikör och föreläsare. Wahl växte upp i ett missbrukarhem och fick tidigt lära sig att ta hand om sig själv. Sin barndom och uppväxt har hon beskrivit i boken Kärleksbarnet och i den uppmärksammade SVT-serien Djävulsdansen av Ann Söderlund och Sanna Lundell. Hennes böcker har publicerats av Norstedts, Rabén & Sjögren och Kalla kulor.
Wahl har arbetat som journalist och krönikör på bland andra Dagens Nyheter, Svenska Dagbladet, Expressen, Aftonbladet, Metro, Kvällsposten, Kommunalarbetaren, Allas Veckotidning, Mama, Topphälsa, Runners World samt är inspirationsbloggare för Vardagspuls.

## Utmärkelser
2015: Utnämnd till Framgångsrik Opinionsbildare av Blå Bandet. Motivering:
”Med entusiasm och värme pratar Hillevi Wahl om svåra ämnen. Denna kombination gör att hon får människor att lyssna på hennes egna erfarenheter av missbruk. Hennes budskap om att ”lyssna på barnen” stämmer väl in med det Blå Bandet arbetar för, att uppmärksamma de barn som växer upp i familjer med risk- eller missbruk. Hillevi har en glädje som lätt smittar av sig vilket gör att det blir lätt att lyssna på henne, samtidigt som det finns ett djup i det hon säger som berör känslomässigt. Genom att hon även är duktig på att skriva har det blivit flera böcker i skilda ämnen och oräkneliga krönikor och flera olika tidningar. I Blå Bandet medverkar Hillevi med föreläsningar och samtal samt med artiklar i våra tidningar. Detta gör att hon når många människor och är en viktigt och värdefull opinionsbildare.”
2016: Svensk förening för Beroendemedicins Mediadiplomet. Motivering:
”Du har på ditt engagerande och osentimentala sätt, som författare och föreläsare, låtit oss få en djupare förståelse för beroendesjukdomen, inte minst ur barnets och kvinnans perspektiv, och gett oss mod att förändra.”
2020: Litterär skylt i Sundbyberg.  Hillevi Wahl växte upp i Lilla Alby i Sundbyberg. Hon har berättat om sin barndoms- och uppväxttid i ett alkoholisthem i romanen ”Kärleksbarnet”, som också citatet på skylten är hämtat från.